# Stasys Vansevičius
Stasys Vansevičius (* 6. Januar 1927 in Gruožininkai, Rajongemeinde Trakai; † 20. April 2014 in Vilnius) war ein litauischer Jurist, Rechtshistoriker, Professor an der Universität Vilnius und Patriarch der litauischen Rechtsgeschichte.

## Biografie
Nach dem Abitur  absolvierte Stasys Vansevičius  1952  das Diplomstudium der Rechtswissenschaften an der Rechtsfakultät der Universität Vilnius und arbeitete als wissenschaftlicher Assistent und Mitarbeiter (Hochschullehrer, Oberhochschullehrer) an der Universität. 1958 promovierte er zum Thema „Rechtsstellung der litauischen Bauern in der 2. Hälfte des 19 Jh.“ (Lietuvos valstiečių teisinė padėtis XIX amžiaus antrojoje pusėje) und wurde zum Dozent ernannt.
1970 habilitierte Stasys Vansevičius an der Universität Vilnius zum Thema „Rechtsstellung der litauischen Bauern in der Zeit des Imperialismus“ (Lietuvos valstiečių teisinė ir socialinė ekonominė padėtis imperializmo laikotarpiu).
1961–2003 leitete Stasys Vansevičius den Lehrstuhl für Rechtstheorie und Rechtsgeschichte. Zu seinen Forschungsschwerpunkten gehörten Gebiete wie Litauische Rechtsgeschichte, Recht der litauischen Statuten.
Stasys Vansevičius war verheiratet. Sein Sohn ist Richter Donatas Vansevičius (* 1955), Vizepräsident beim Bezirksverwaltungsgericht Vilnius.